# Reito
Reito är ett naturreservat i Torsby kommun i Värmlands län.
Området är naturskyddat sedan 2017 och är 83 hektar stort. Reservatet omfattar skog och myrmarker med en bäck och södra delen av Furubergstjärnen. Reservatet består av äldre barrblandskog med tall på högre partier och gran i de lägre liggande områdena. 